# Abraham Darby I
Abraham Darby (* 1676 in Dudley, West Midlands, England; † 1717 in Coalbrookdale, Shropshire; genannt Abraham Darby I) war ein englischer Eisenfabrikant.

## Leben und Werk
Abraham Darby war der Gründer einer englischen Industriellendynastie, die im 17. und 18. Jahrhundert über drei Generationen hinweg entscheidend Hüttenwesen und Eisenveredlung in Coalbrookdale (England) weiterentwickelte. In vielen wissenschaftlichen Arbeiten wird Coalbrookdale als die Wiege der industriellen Revolution bezeichnet.
Abraham Darby I wurde in eine Quäkerfamilie geboren. Er erwarb 1704 eine Metallgießerei, von wo er das traditionelle Handwerk weiterentwickelte.
Abraham Darbys erste bedeutende Erfindung ist die Anwendung des Sandformgusses zur Herstellung eiserner Kochtöpfe. Dieses Verfahren, das er in Bristol in einer Bronze- und Messinggießerei kennengelernt hatte, ließ er 1707 für die Eisengießerei patentieren. Das Hüttenwerk in Coalbrookdale pachtete er 1709, wo er mit diesem Verfahren vor allem Eisenwaren für den häuslichen Gebrauch produzierte.

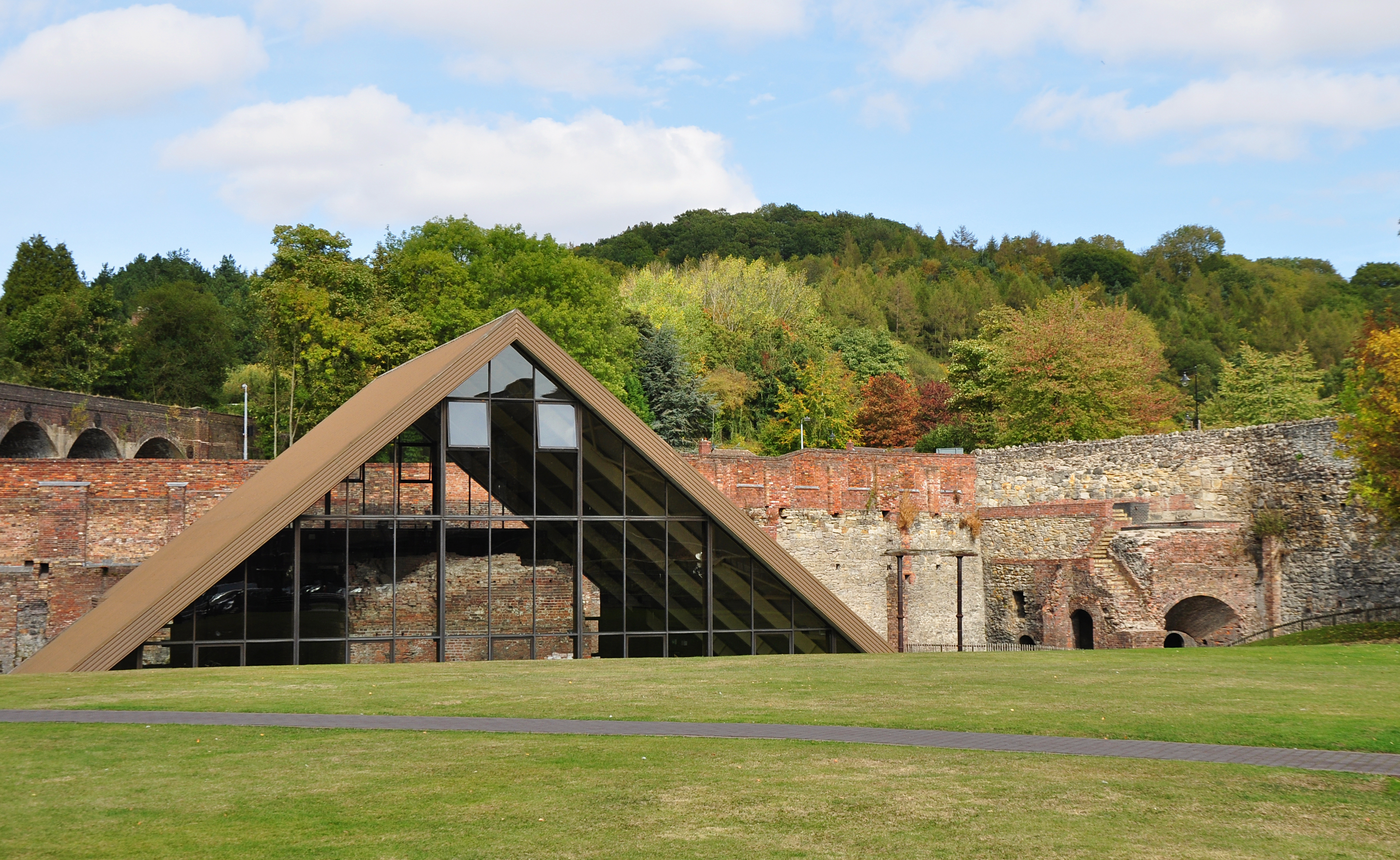
Schmelzofen der Eisenhütte im Coalbrookdale Museum of Iron

Als zweites gelang ihm bei der Verhüttung des Eisenerzes, Holzkohle durch Steinkohle zu ersetzen. In England gab es aufgrund der vielseitigen Verwendung von Holz (z. B. im Schiffbau) einen Holzmangel; Steinkohle hingegen war in beliebiger Menge verfügbar. Für die Verwendung von Steinkohle mussten neue Hochöfen konstruiert werden, die den Erfordernissen gerecht wurden. Vor allem musste die Steinkohle verkokt (zu Koks veredelt) werden, um die Schwefel- und Phosphorbestandteile zu reduzieren. Außerdem wurde bei der Verhüttung mit Koks eher die Schmelztemperatur des Eisens erreicht. Nach vielen Versuchen gelang Darby die Konstruktion eines Steinkohle-Meilers, in dem unter Ausschluss von Sauerstoff Koks produziert wurde. Ebenso gelang es ihm, den hohen Schwefelanteil im Eisen, den die Verwendung von Koks mit sich bringt, durch Zugabe von Kalk wieder zu reduzieren.
Die Verbreitung des Kokshochofens in England setzte erst 1760 ein; 30 Jahre später hat er sich völlig durchgesetzt.

## Sonstiges
1985 wurde von David C. H. Austin eine Rose gezüchtet, die nach der Familie Abraham-Darby-Rose benannt wurde.